# علی‌خان والی
علیخان والی (۱۲۶۲–۱۳۱۸ هجری قمری) از رجال سیاسی عصر ناصرالدین شاه و مظفرالدین شاه قاجار بود.

## کودکی
علی خان، فرزند محمدقاسم خان والی و وی نیز فرزند دوستعلی خان معیرالممالک، در سال ۱۲۶۲ قمری درتهران به دنیا آمد. پدر وی پس از بازگشت از ژنرال کنسولی تفلیس، به سمت مستشاری سفارت، همراه عباسقلی خان نوری سفیر کبیر برای تهنیت جلوس الکساندر، امپراتور روسیه به سن پترزبورگ رفت و پس از بازگشت نخست به سمت وزیر مقیم و سپس به سمت وزیر مختاری در سن پترزبورگ برقرار شد. علی خان در دوران جوانی به همراه پدر در روسیه اقامت داشت و در آنجا مشغول تحصیل زبان فرانسه و تاریخ و جغرافیا و هندسه شد و در کنار آن هنر نوین عکاسی را نیز آموخت. پس از بازگشت، پدر او به حکومت گیلان منصوب و درآنجا منشأ خدمات ارزشمندی شد، از جمله رسیدگی به انتظامات شهر، ساختن راه عراق و رسیدگی به چاپارخانه‌های عرض راه. پدر وی به واسطه حکومتهای پی در پی به والی معروف شد تا آنجا که جای نام خانوادگی آن‌ها را گرفت.

## حکومت بر مراغه
در سال ۱۲۸۵ قمری قاسم خان والی از حکومت گیلان معاف شد و علی خان والی به پیشخدمتی خاصّه دربار همایونی رسید و سال بعد در رکاب ناصرالدین شاه به زیارت عتبات عالیات نایل گردید. در سال ۱۲۸۸ قمری که قاسم خان والی از جانب ظل السلطان به پیشکاری حکومت فارس منصوب شد، علی خان پدر را همراهی نکرد و در تهران ماند. پس از درگذشت پدر (۱۲۸۹ قمری) در سال ۱۲۹۶ قمری صاحب دیوان از حکومت آذربایجان معزول گردید و علی خان همراه گروهی با ولیعهد مأمور آذربایجان شد و در این مأموریت به حکومت مراغه منصوب گشت. علی خان عکاسی را در مسیر مراغه شروع نمود و تصاویری زیبا نیز از دارالحکومه و رجال مراغه به صفحات آغازین آلبوم خود افزود. در طول دوره حکمرانی علی خان در مراغه شهر از وجود دزدان پاک گشت و امنیت برقرار شد. در اوایل حکومت علی خان، برخی زورمندان شهر اشراری را در لباس نوکر استخدام می‌کردند و برای دزدی به خانه مردم می‌فرستادند و مال باختگان از بیم کسی که دزدان را گماشته بود، جرئت شکایت و استرداد اموالش را نداشت. علی خان از ابتدای حکومتش سعی در مبارزه با این اقدامات داشت و برای این منظور شخصاً با چند نفر از اتباع شب‌های سرد زمستان در کوچه‌های گشت می‌زدند تا سرانجام دزدی را ریشه کن ساخت و دزدان را دستگیر و زندانی کرد. چند ماه از حکومت وی در مراغه نگذشته بود که غائله شیخ عبیدالله نهری پیش آمد. علی خان پس از رفع این غائله و مدت بیست ماه حکومت در مراغه، به تبریز رفت و در آنجا رسماً از حکومت مراغه استعفا نمود و مدتی را در تبریز ماند. در این زمان امیرنظام گروسی قصد سرکوبی اشرار سرحدات را داشت و برای اینکه در غیاب او در ولایات آذربایجان پیشامد ناگواری روی ندهد، مجلسی به نام مجلس دولتی آذربایجان از روسا و حکام ولایات پدیدآورد و نظارت بر مجلس مزبور را به علی خان واگذار کرد.

## حکومت بر ارومیه و خوی
علی خان در شوال همان سال به علت بیماری اعتمادالسلطنه، حاکم ارومیه، به حکومت آن سامان برقرارشد و تا آخر جمادی‌الاول ۱۳۰۰ قمری در حکومت ارومیه باقی‌ماند. سپس به امر کارگزاران ولیعهد، سالار لشکر از حکومت خوی عزل و علی خان والی به حکومت خوی و سلماس منصوب شد. وی در آنجا نیز اقدامات عمرانی متعددی من‌جمله سنگ‌فرش خیابان‌ها، تعمیر دارالحکومه و بازسازی بازار اصلی شهر را در کارنامه حکومتی خود ثبت نمود. وی در آنجا گزارش‌هایی مصور از مقرّ حکومتی اش به حضور شاه می‌فرستاد و بر اثر این کوشش‌ها به دریافت دست خطی از شاه نائل گردید.
او در سال ۱۳۰۲ قمری جمشید خان ماکویی را نایب حکومت خوی کرد و خود به شهر ارومیه رفت. سپس راهی تهران شد و در بازگشت به خوی قاسم، پسر۱۵ ساله‌اش را به جهت آموزش همراه خود آورد و در عمارت دارالحکومه مدرسه‌ای مخصوص به منظور تعلیم وی دایر کرد. اما چندی نگذشت که بر اثر تحریکاتی از حکومت خوی عزل شد و عمیدالدوله به جای او حاکم شد. علی خان در جمادی‌الثانی سال ۱۳۰۳ قمری به تبریز عزیمت کرد و شش ماه و نیم در این شهر توقف نمود و در ذی‌الحجه همان سال برای تأدیب فرزندان سلیمان خان به صائین قلعه (شاهین دژ فعلی) رفت و در این ناحیه نیز تصاویر جالبی از تخت سلیمان تهیه نمود.
در ربیع‌الاول همان سال به دلیل وقوع اغتشاشات در مناطق ارومیه امیرنظام دوباره وی را به حکومت ارومیه منصوب کرد و علی‌خان در مقام جدید به زودی شورش‌ها را فرونشاند. در این اغتشاشات «حسو» که به همراه نیروهایش قلعه جرمی را تصرف کرده بود، توسط علی‌خان سرکوب شد و به این طریق آرامش بار دیگر در ارومیه برقرار گشت. علی‌خان برمبنای این حسن عمل و شایستگی به موجب فرمانی از سوی دولت رسماً خطاب «جناب» یافت. در این سفر او علی آقا عکاس را به شاگردی خود برگزید و به تربیتش همت گماشت و به کمک وی تصاویر جدیدی به آلبوم خود افزود. والی دو سال و هشت ماه در حکومت ارومیه باقی‌ماند.

## حکومت بر اردبیل
در مراجعت ناصرالدین شاه از سفر سوم فرنگستان، علی خان به پیشواز وی رفت و از جانب شاه به حکومت اردبیل منصوب شد. در سال ۱۳۰۸ قمری والی در حکومت اردبیل اختلافات جزئی با برخی بازاریان من‌جمله صنف دباغان در خصوص دستور بر انتقال محل کسب به خارج از شهر پیدا کرد. این اختلافات موجب شد مخدوش شدن تصویر مثبت علی خان در اذهان عمومی اردبیل شد.
در اواخر سال ۱۳۱۵ قمری، پس از شدت گرفتن اختلافات حیدری نعمتی در اردبیل و شورش عمومی علیه نظام‌السلطنه حاکم شهر، دولت به فکر چاره افتاد و باردیگر علی خان والی را به حکومت اردبیل فرستاد. وی در حل اختلافات کوششی همه‌جانبه کرد. چون توفیقی حاصل نشد، میرزا علی اکبر از بزرگان نعمتی را دستگیر و به مراغه تبعید نمود. زمانی که میرزا علی اکبر پس از یک سال به اردبیل برگشت، به منظور انتقام خسرو خان یورتچی را علیه حاکم شورانید. خسرو خان با جمع‌آوری نیرو، علی خان را در باغ داشکسن محاصره و پس از دستگیری همراه چند نفر از نیروهایش روانه تبریز نمود؛ ولیعهد این توهین را به والی ناروا دانست و خسروخان یورتچی را به تبریز بازخواست نمود؛ ولی او از این امر سر باز زد و در نهایت با غرامت ده هزار تومانی استخلاص یافت.
علی خان در همان سال به بیماری سختی مبتلا شد و اردبیل را رها کرد و به جهت معالجه به تهران رفت.

## مرگ
علی خان پس از سه سال بیماری در سال ۱۳۱۸ قمری در تهران درگذشت.

## علاقه به ورزش
علی خان علاقه وافری به ورزش داشت. شرحی از ورزش دوستی او را دوستعلی معیری چنین آورده‌است:
«علی‌خان والی در فنون ورزش از قبیل میل و کباده‌گیری و شنا و کشتی استاد بود و هر صبح و عصر در ورزشگاه خصوصی خویش به تمرین می‌پرداخت و با پهلوانان عصر باصطلاح سرشاخ می‌شد و زور آزمائی به عمل می‌آورد. قالی را به قوت بازو می‌درید، مجموعهٔ مسین را به نیروی دست لوله می‌کرد و نیمی از به کال را روی شاخه بفشار انگشتان می‌ربود.»

## احداث قصر علیخان
علی خان در بالادست روستای جعفرآباد شمیران، عمارت ییلاقی و باغ بزرگی بنا نهاده بود. او تابستان‌ها وزرا و رجال برجسته زمان خود را به این باغ دعوت می‌کرد و مهمانی‌های بزرگی ترتیب می‌داد. مدتی بعد، پسر علی‌خان، سردار همایون عمارت دیگری در کنار کوه ساخت که دیوار اتاق‌های آن را از یک جانب بدنه کوه تشکیل می‌داد. این باغ و عمارت‌ها «قصر علیخان» خوانده می‌شد و در دورهٔ پهلوی به زمین‌های کاخ سعدآباد ملحق شد.